# Nisrok
Nisrok var en guddom, som blev dyrket af assyrerkongen Sankerib. Det var i Nisroks tempel, at Sankerib blev slået ihjel af sine sønner Adrammelek og Sar-Ezer. En række forskere mener, at Nisrok skal identificeres med ildguden Nusku, der formodedes at hjælpe med at tilføje fjenden nederlag i krige, tjene som gudernes sendebud og sørge for at retfærdigheden skete fyldest. I dag er det dog ikke muligt med sikkerhed at identificere Nisrok med nogen kendt assyrisk gud.